# Koncentracijski logori u Drugom svjetskom ratu na teritoriju Srbije
Koncentracijski logori koji su postojali u Srbiji ili su ih osnovali srpski kvislinzi tijekom Drugog svjetskog rata:
- Koncentracijski logor Banjica (kod Beograda), prema stvarnim pokazateljima kroz logor prošlo blizu 250 000 ljudi i streljano njih 30 000.[1][2]
- Koncentracijski logor Sajmište (Zemun kod Beograda, tada NDH, ali pod izravnom upravom Trećeg Reicha, okupacijska zona Istočni Srijem), procjenjuje se da je kroz logor Sajmište u Beogradu prošlo oko 100.000 zatvorenika od kojih su mnogi odvedeni u druge logore po okupiranoj Europi, dok je izravno u logoru Sajmište ubijeno oko 48.000 zatvorenika. Najstrašniji zločin u tom logoru je trovanje 6280 žena i djece ugljen-monoksidom, a potom sahranjeni u masovnoj grobnici u Jajincima.[3][4][5]
- Topovske šupe, kod Beograda[6]
- Veliki Bečkerek, Zrenjanin
- Crveni krst (u Nišu)  (30.000, od čega je oko 12.000 strijeljano, ostatak odvedeno u druge logore)[7][8]
- Dulag 183, (Šabac)[9][10][8]
- Svilara (Pančevo)
- Paraćin

U njima su pretežno ubijani Židovi, Romi te Srbi nepoćudni Nedićevom fašističkom režimu.